# Spülmaschinen-Deo
Spülmaschinen-Deos sind in Sachets abgefüllte Flüssigkeiten oder in Kunststoff gepresste Duft- und/oder Neutralisationsstoffe für den Einsatz in Spülmaschinen.

## Zweck und Beschaffenheit
Das etwa um 1990 erfundene Deodorant dient zwei Zwecken. Einerseits sorgen die Duftkompositionen der Hersteller dafür, eine angenehme Luftatmosphäre zu schaffen, andererseits verfügen moderne Spülmaschinen-Deos über Neutralisationsstoffe, die die unangenehmen Gerüche zwischen den Spülgängen binden. Die schwefel- und sulfidhaltigen Gerüche entstehen meistens aus verbliebenen Essensresten innerhalb der Spülmaschine.
Bei den Deos selbst handelt es sich um in Siegelrandbeutel (frz.: Sachet) abgefüllte Flüssigkeiten. Die Siegelrandbeutel bestehen aus einer Tiefziehfolie und Barriereschutzfolie, wie sie etwa auch bei Wurstwarenverpackungen verwendet wird. Sowohl der Neutralisationswirkstoff als auch der Duftwirkstoff, z. B. Zitronenduft, Grüner Tee-Limette oder Orangenfrische u. v. a. m. sind dabei fest im Sachet verschlossen.

## Entwicklungsphasen
Das Spülmaschinen-Deo, in seiner heutigen Form als Parfumkomposition in einer tiefgezogene Form und mit einer Membran verschlossen, existiert seit ca. 1990. Davor waren Spülmaschinen-Deos hauptsächlich mit Parfum getränkte Plastikscheiben. Diese sind noch heute im asiatischen Raum erhältlich und werden teilweise noch in Europa vermarktet. Der SWIF-Firmenverbund entwickelte die Sachet-Technologie und brachte sie auf den europäischen Markt.
Zunächst wurde das Deo in einer blickdichten Aluminiumverpackung angeboten, da das Sachet vor einer vorzeitigen Diffusion seiner Inhaltsstoffe geschützt werden musste. Die Weiterentwicklung führte zu dem heutigen Produkt, bei dem eine wasserlösliche Diffusionsbarriere den Inhalt während der Lagerung schützt. Diese wird durch den Kontakt mit Wasser in der Spülmaschine abgespült und das Produkt somit automatisch aktiviert.
Heutige Spülmaschinen-Deos
Die typischen Spülmaschinendeos existieren in zwei unterschiedlichen Generationen. Die ältere Version mit einer Membranfolie aus Aluminium auf der Rückseite, welche von Hand entfernt werden muss, sowie die aktuelle Generation mit automatischer Aktivierung des Deos beim ersten Gebrauch. Zudem gibt es unterschiedliche Anbringungsvarianten der Geschirrdeos. Einerseits gibt es die am Haken aufgehängte Variante, andererseits die Nachfüllvariante im Kunststoffkörbchen verpackt. Wesentliche Kriterien für die Qualität von Spülmaschinendeo sind die Inhaltsstoffe. Hier ist die A.I.S.E.-Konformität des Herstellers entscheidend.